# Kotschya perrieri
Kotschya perrieri es una especie de planta floral del género Kotschya, tribu Dalbergieae, familia Fabaceae.

## Distribución
Se distribuye por Madagascar.

## Taxonomía
Fue descrita por (R. Vig.) Verdc. y publicada en Kew Bulletin 24: 39 (1970).